# Watkins (Familienname)
Watkins ist ein englischer Familienname.

## Namensträger

### A
- A. W. Watkins (Alfred Wilfred Watkins; 1895–1970), britischer Tontechniker und Toningenieur
- Aaron S. Watkins (1863–1941), US-amerikanischer Politiker
- Albert Galiton Watkins (1818–1895), US-amerikanischer Politiker
- Alfred Watkins (1855–1935), britischer Hobby-Archäologe
- Anna Watkins (* 1983), britische Ruderin
- Anthony Watkins (* 2000), amerikanisch-deutscher Basketballspieler
- Arthur Vivian Watkins (1886–1973), US-amerikanischer Politiker

### B
- Ben Watkins, britischer Musiker
- Beverly Watkins (1939–2019, Beverly “Guitar” Watkins), US-amerikanische Blues-Gitarristin
- Bill Watkins (* 1931), US-amerikanischer Rockabilly-Musiker und Songschreiber
- Brandon Watkins (* 1981), US-amerikanischer Basketballspieler

### C
- Calvert Watkins (1933–2013), US-amerikanischer Linguist und Philologe
- Carleton Watkins (1829–1916), US-amerikanischer Fotograf
- Claire Vaye Watkins (* 1984), US-amerikanische Schriftstellerin

### D
- David Watkins (Goldschmied) (* 1940), britischer Goldschmied, Bildhauer, Medailleur, Hochschullehrer und Jazz-Musiker
- David Watkins (Rugbyspieler) (* 1942), walisischer Rugbyspieler
- David Ogden Watkins (1862–1938), US-amerikanischer Politiker
- David Oliver Watkins (1896–1971), australischer Politiker
- Dean A. Watkins (* 1922), US-amerikanischer Hochfrequenztechniker und Unternehmer
- Denys Watkins-Pitchford (1905–1990), britischer Schriftsteller
- Derek Watkins (1945–2013), britischer Trompeter
- Diante Watkins (* 1990), US-amerikanischer Basketballspieler
- Doug Watkins (1934–1962), US-amerikanischer Jazzmusiker

### E
- Earl Watkins (1920–2007), US-amerikanischer Jazz-Schlagzeuger
- Elizabeth Watkins († 2012), australische Hockeyspielerin
- Elton Watkins (1881–1956), US-amerikanischer Politiker

### F
- Frank Watkins († 2015), US-amerikanischer Heavy-Metal-Musiker

### G
- George Watkins (Baseballspieler) (1900–1970), US-amerikanischer Baseballspieler
- George Watkins (Politiker) (1902–1970), US-amerikanischer Politiker
- George D. Watkins (* 1924), US-amerikanischer Physiker
- Gino Watkins (1907–1932), britischer Polarforscher
- Gloria Watkins (1952–2021), US-amerikanische Literaturwissenschaftlerin, siehe bell hooks
- Gregory H. Watkins, US-amerikanischer Tontechniker

### H
- Helen Huth Watkins (1921–2002), deutsch-US-amerikanische Psychologin
- Huw Watkins (* 1976), britischer Komponist

### I
- Ian Watkins (* 1977), walisischer Rockmusiker

### J
- James Watkins (* 1978), britischer Drehbuchautor und Regisseur
- James Arthur Watkins (* 1963), US-amerikanischer Geschäftsmann und QAnon-Verschwörungstheoretiker
- James D. Watkins (1927–2012), US-amerikanischer Marineoffizier und Politiker
- James Louis Watkins (1944–2023), Geburtsname des US-amerikanischen Schauspielers Julian Christopher
- Jason Watkins (* 1966), britischer Schauspieler
- Jessica Watkins (* 1988), US-amerikanische Raumfahreranwärterin
- Jimmy Watkins (* 1982), US-amerikanischer Bahnradsportler
- Joe Watkins (1900–1969), US-amerikanischer Jazzmusiker
- John Watkins (Psychologe) (1913–2012), US-amerikanischer Psychologe, entwickelte die Ego-State-Therapie
- John Watkins (Musiker) (* 1953), US-amerikanischer Bluesmusiker
- John Watkins (Cricketspieler, 1923) (1923–2021), südafrikanischer Cricketspieler
- John Watkins (Rugbyspieler) (* 1945), englischer Rugby-Union-Spieler
- John Watkins (Cricketspieler, 1955) (* 1955), australischer Cricketspieler
- John A. Watkins (1898–1973), US-amerikanischer Politiker
- John Benjamin Clark Watkins (1902–1964), kanadischer Diplomat
- John F. Watkins, US-amerikanischer Zellbiologe
- John T. Watkins (1854–1925), US-amerikanischer Politiker
- John W. N. Watkins (1924–1999), englischer Philosoph und Wissenschaftstheoretiker
- Julius Watkins (1921–1977), US-amerikanischer Jazzhornist

### K
- Kit Watkins (* 1953), US-amerikanischer Jazzmusiker

### L
- Levi Watkins († 2015), US-amerikanischer Mediziner
- Logan Watkins (* 1989), US-amerikanischer Baseballspieler

### M
- Margaret Watkins (1884–1969), kanadische Fotografin
- Marley Watkins (* 1990), walisischer Fußballspieler
- Marty Watkins (* 1962), britischer Skilangläufer
- Matt Watkins (* 1979), kanadischer Eishockeyspieler
- Matthew Watkins (* 1978), walisischer Rugbyspieler
- Maurine Dallas Watkins (1896–1969), US-amerikanische Reporterin und Drehbuchautorin
- Michaela Watkins (* 1971), US-amerikanische Schauspielerin
- Mike Watkins (* 1952), walisischer Rugby-Union-Spieler
- Mitch Watkins (* 1952), US-amerikanischer Rock- und Fusionjazz-Gitarrist und Keyboarder

### O
- Ollie Watkins (* 1995), englischer Fußballspieler

### P
- Peter Watkins (* 1935), englischer Filmregisseur

### Q
- Quez Watkins (* 1998), US-amerikanischer American-Football-Spieler

### R
- Ralph Eric Watkins (* 1962), Kung-Fu-Lehrer
- Reggie Watkins (* 1971),  US-amerikanischer Jazzmusiker

### S
- Sam Watkins (Samuel Rush Watkins; 1839–1901), Soldat der Konföderierten Staaten von Amerika im Sezessionskrieg
- Sammy Watkins (* 1993), US-amerikanischer Footballspieler
- Sara Watkins (Oboistin) (1945–1997), US-amerikanische Oboistin und Dirigentin
- Sara Watkins (Sängerin) (* 1981), US-amerikanische Fiddlespielerin und Singer-Songwriterin
- Sid Watkins (1928–2012), britischer Neurochirurg und Formel-1-Chefarzt
- Steve Watkins (* 1976), US-amerikanischer Politiker
- Stuart Watkins (* 1941), walisischer Rugby-Union-Spieler

### T
- Thomas Watkins (* 1978), britischer Eishockeyspieler
- Tionne Watkins (* 1970), US-amerikanische Sängerin
- Tuc Watkins (* 1966), US-amerikanischer Schauspieler
- Tudor Watkins, Baron Watkins (1903–1983), britischer Politiker der Labour Party

### V
- Vernon Watkins (1906–1967), walisischer Lyriker

### W
- Wes Watkins (1938–2025), US-amerikanischer Politiker
- William Watkins (Architekt) (1834–1926), englischer Architekt
- William Watkins (Entomologe) (1849–1900), englischer Entomologe
- William John Watkins (* 1942), US-amerikanischer Science-Fiction-Autor und Dichter
- William Richard Watkins (1904–1986), englischer Cricketspieler
- William Turner Watkins (1895–1961), US-amerikanischer methodistischer Bischof
- William Wirt Watkins (1826–1898), US-amerikanischer Politiker
- Winifred Watkins (1924–2003), britische Biochemikerin